# Evan Stewart
Evan Stewart (Salisbury, 11 giugno 1975) è un ex tuffatore zimbabwese, medaglia d'oro ai mondiali di Roma 1994 nel trampolino da 1 m.

## Carriera
Ha partecipato a tre edizioni dei Giochi olimpici (1992, 1996 e 2000), senza però andare oltre il tredicesimo posto ad Atlanta 1996.
Ai Giochi del Commonwealth vanta tre medaglie, una per metallo: una argento (trampolino 3 m) ed un bronzo (trampolino 1 m) nell'edizione di Victoria nel 1994 ed un oro (trampolino 1 m) in quella di Kuala Lumpur nel 1998.
La madre, Anthea Stewart, era stata medaglia d'oro olimpica nell'hockey su prato a Mosca 1980.